# Печера дракона
«Печера дракона» — кінофільм режисера Марка Аткінса, що вийшов на екрани в 2009 році.

## Зміст
Аркадій — молодий аристократ. Його народові загрожують сили зла і багатьом здається, що надії вже немає. Вони опустили руки та більше не хочуть боротися за своє життя. Та не такий Аркадій. Він вирішує вирушити у далеку подорож, під час якої йому доведеться битися з сильними супротивниками й здолати безліч перешкод.
Нелегким буде шлях, але мета того варта. Адже наприкінці благородний юнак очікує знайти легендарного дракона, який повинен охороняти людство від зазіхань темних сил. Тільки це магічне створіння ще здатне врятувати людей Аркадія.

## Ролі
| Актор             | Роль |
| ----------------- | ---- |
| Марк Сінгер       | -    |
| Брайан Томпсон    | -    |
| Джейсон Коннері   | -    |
| Деніел Бонжур     | -    |
| Дженніфер Дороги  | -    |
| Расселл Рейнольдс | -    |
| Річард Ланд       | -    |
| Джонатан Нейшн    | -    |
| Дж. Скотт         | -    |
| Мона Лі Госс      | -    |

## Знімальна група
- Режисер — Марк Аткінс
- Сценарист — Брайан Брінкман, Мічо Рутейр
- Продюсер — Девід Майкл Летт, Пол Бейлс, Рейчел Голденберг
- Композитор — Саня Матейас, Кріс Ріденауа